# Chvojínek
Chvojínek (Duits: Kleinchwoyen) is een Tsjechische plaats in de gemeente Neveklov, regio Midden-Bohemen, en maakt deel uit van het district Benešov. Het dorp ligt op 2,5 kilometer afstand van Neveklov.
Chvojínek telt 29 inwoners (2021).

## Geschiedenis
De eerste schriftelijke vermelding van het dorp dateert van 1352.
Tijdens de Tweede Wereldoorlog was het dorp onderdeel van het SS-oefenterrein Benešov. Hierdoor moesten de inwoners op 31 december 1943 hun huizen noodgedwongen verlaten. Sinds 1945 is Chvojínek volledig ondergebracht bij het district Benešov.

## Voorzieningen
Er is een kleine brandweerkazerne in het dorp.

## Verkeer en vervoer

### Autowegen
Er leidt een regionale weg naar het dorp.

### Spoorlijnen
Er is geen station in Chvojínek. Het dichtstbijzijnde station is in Bystřice, op zo'n 11,5 kilometer afstand. Dat station ligt aan spoorlijn 220 van Praag naar Tábor.

### Buslijnen
Er is één bushalte bij het dorp:
| Halte               | Lijn(en) | Traject(en)      | Vervoerder(s) |
| ------------------- | -------- | ---------------- | ------------- |
| Neveklov, Chvojínek | 755      | Benešov - Rabyně | CŠAD Benešov  |

## Bezienswaardigheden
- Sint-Wenceslauskerk;
- Voormalige herberg Roháč in de buurt van het dorp.

## Galerij

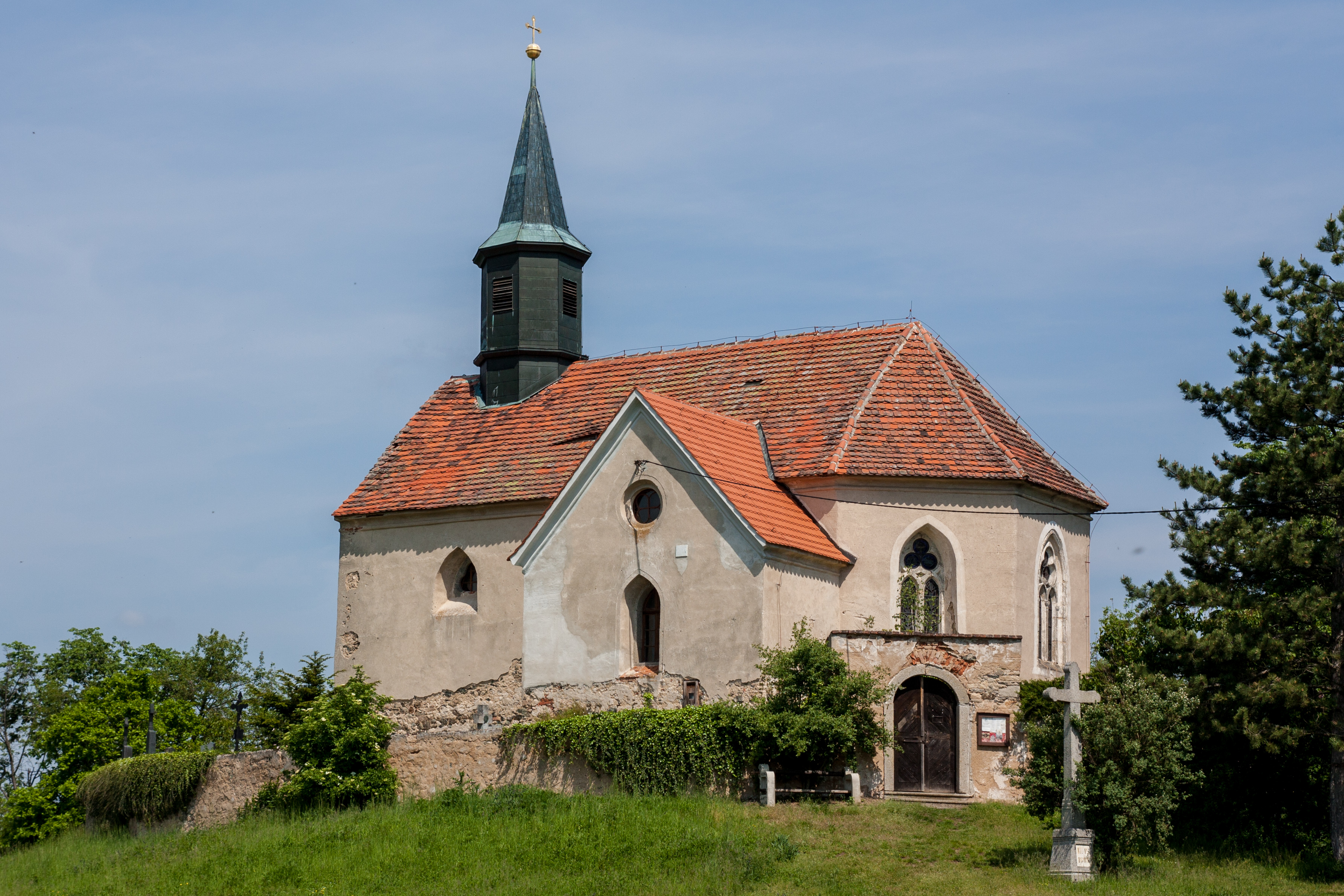
Sint-Wenceslauskerk (2019)
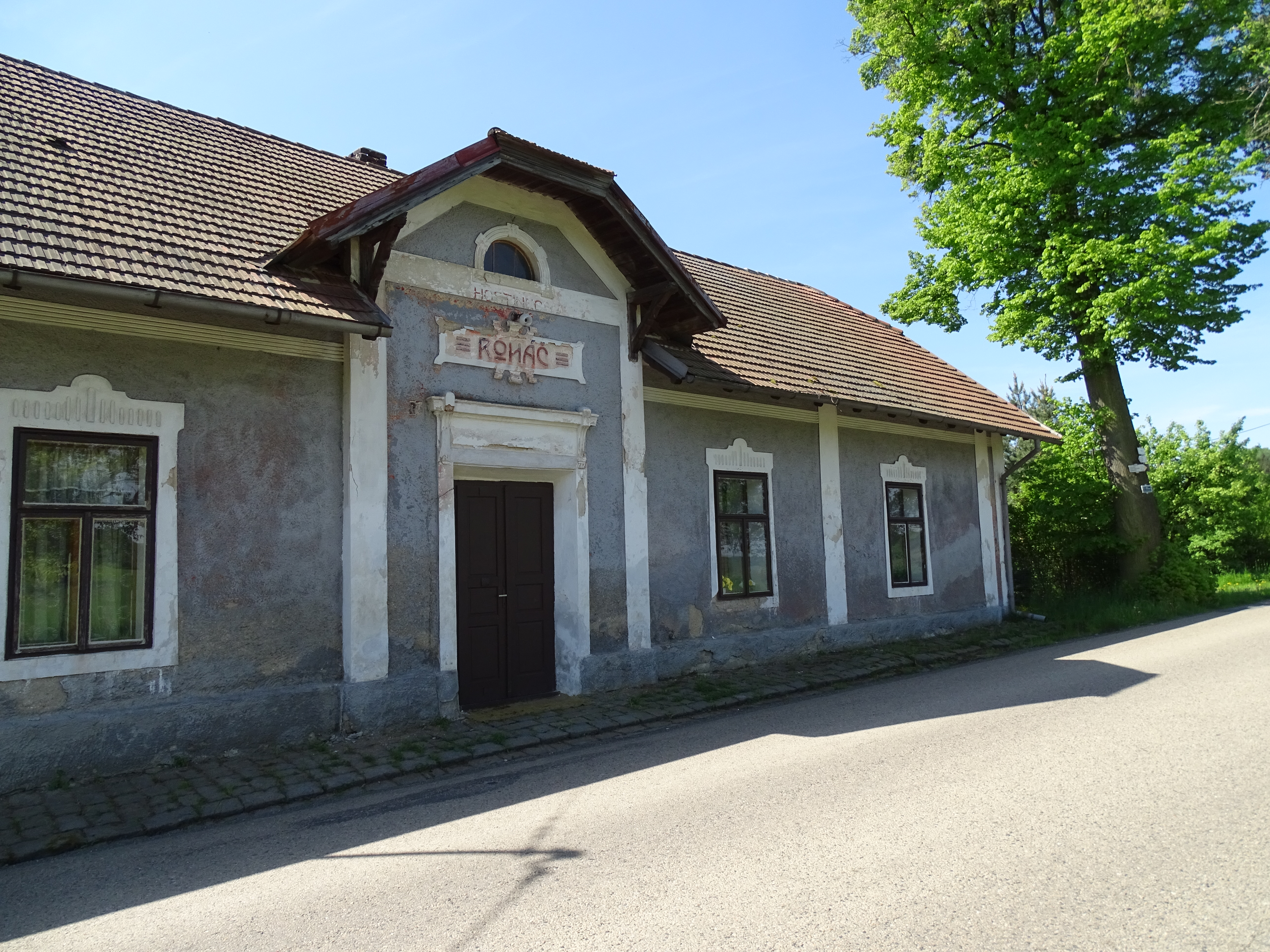
Voormalige herberg Roháč (2015)
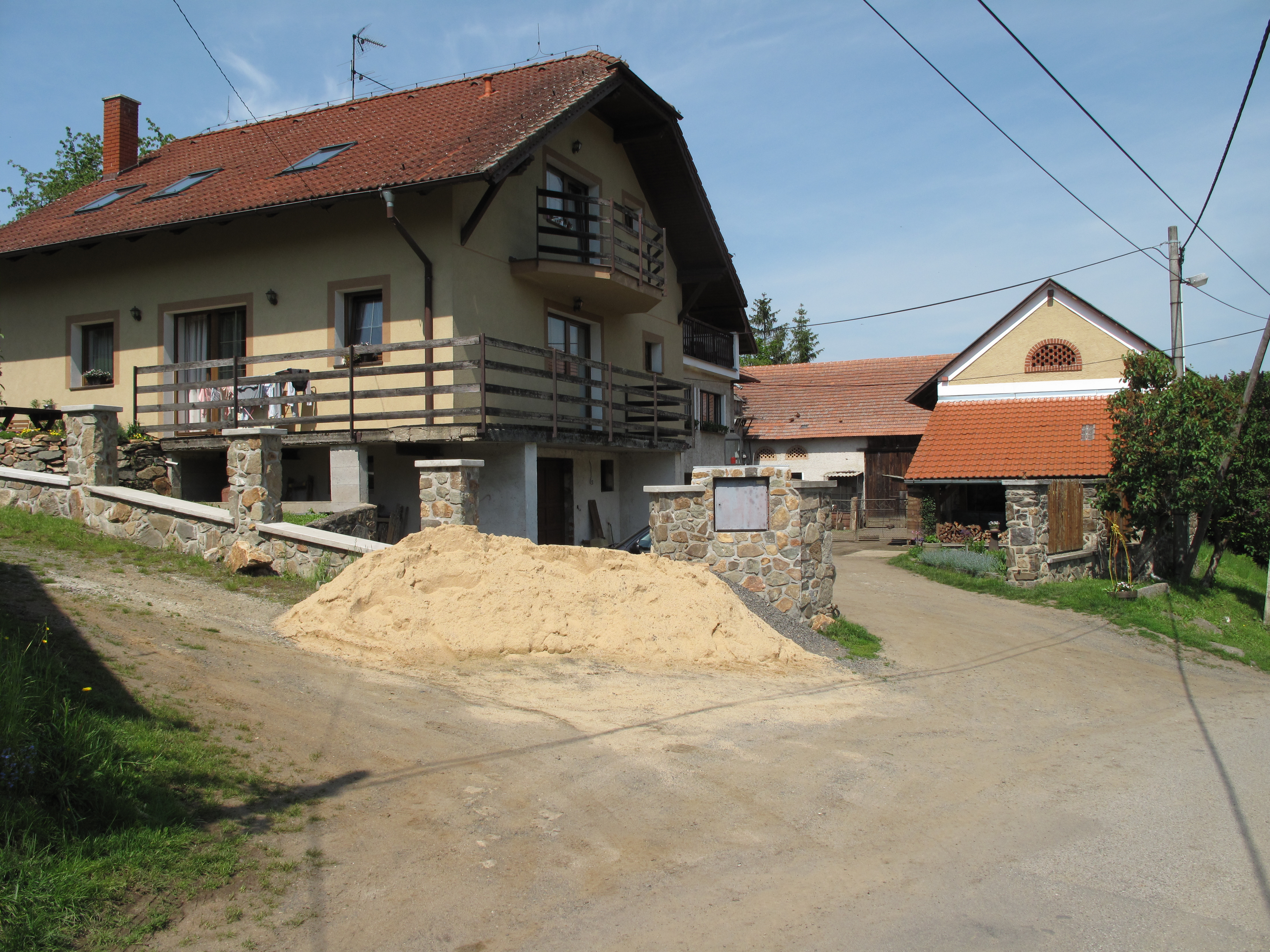
Huizen in het dorp (2019)
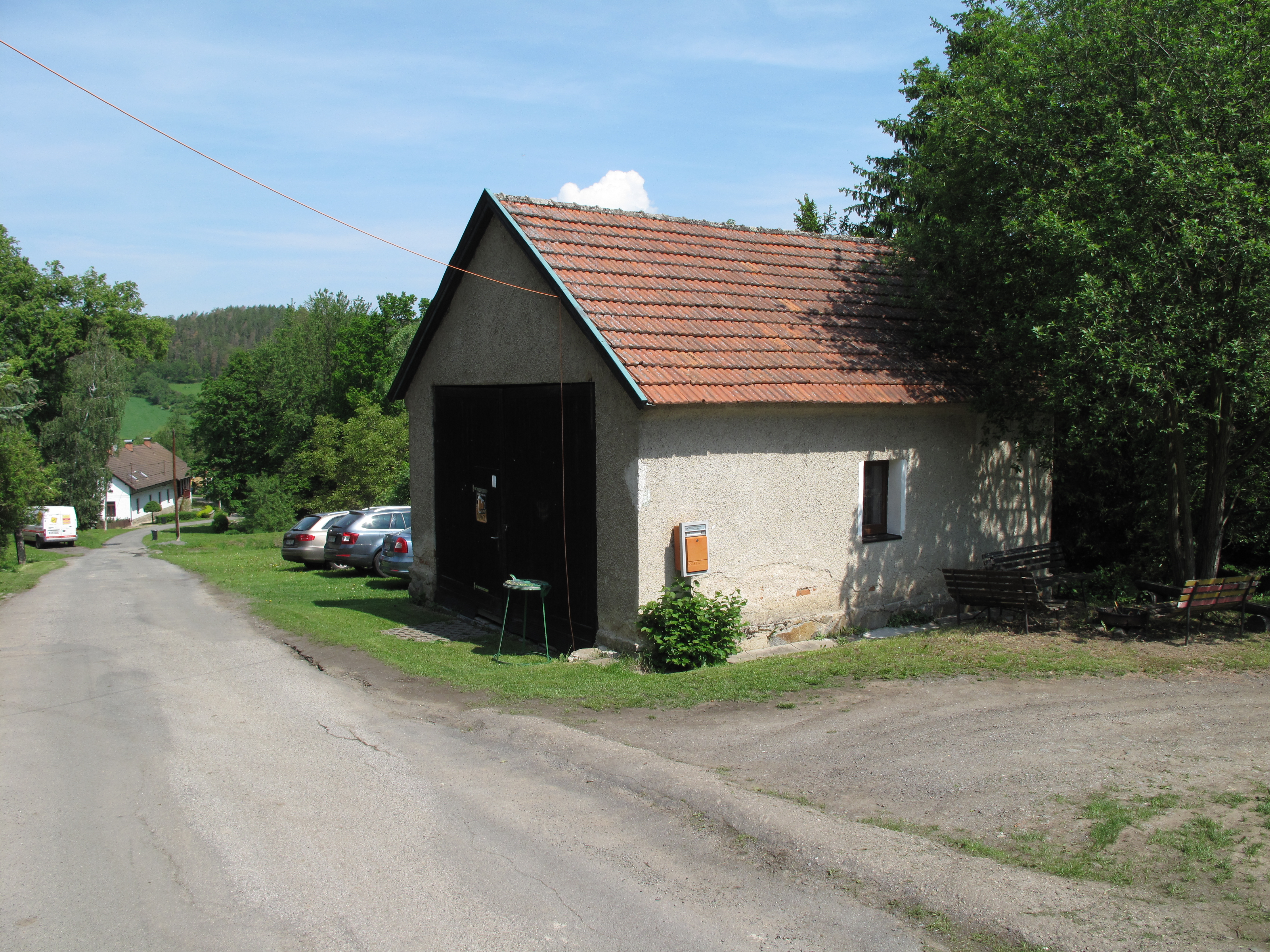
Brandweerkazerne (2019)
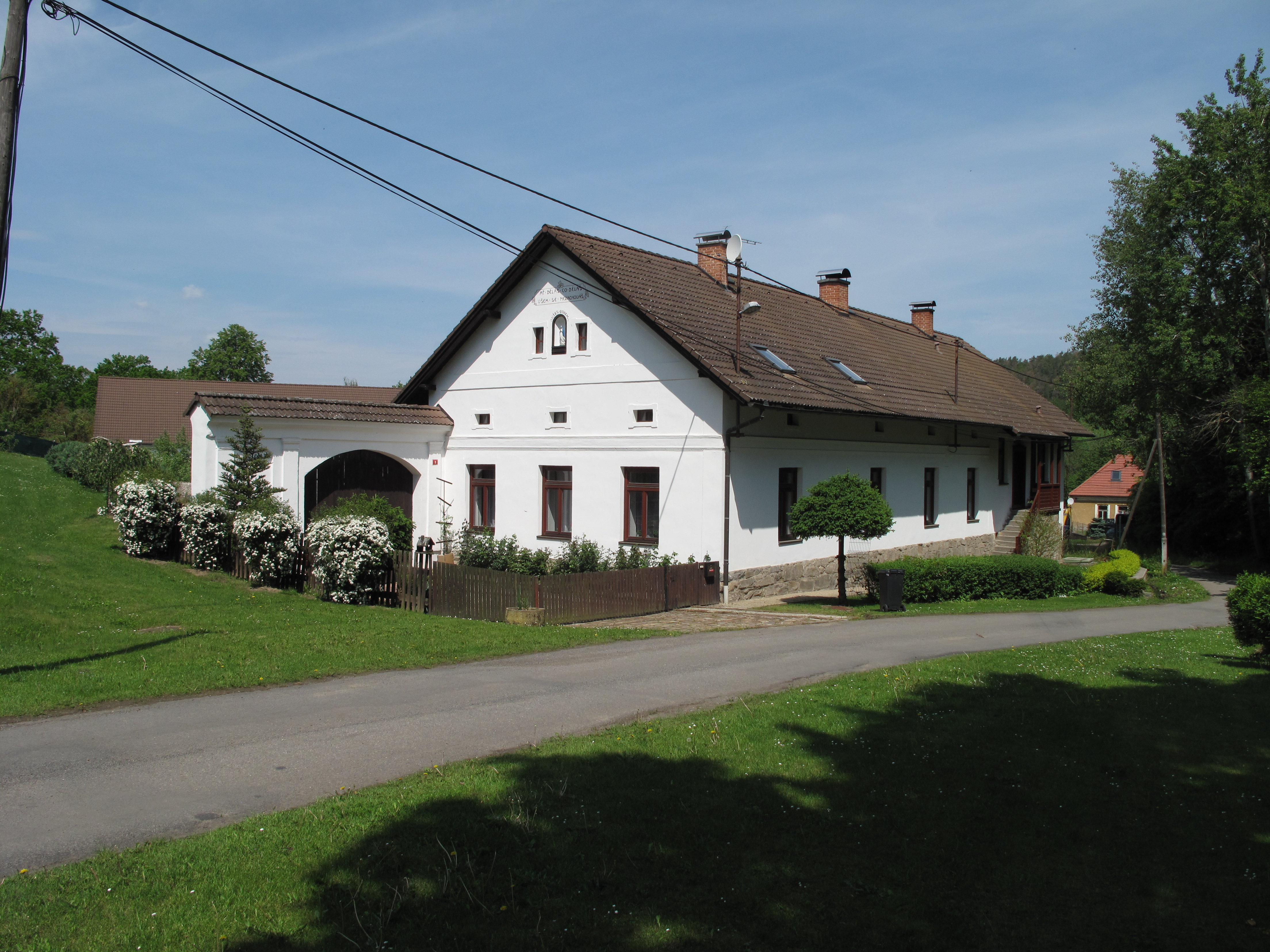
Boerderij in het dorp (2019)
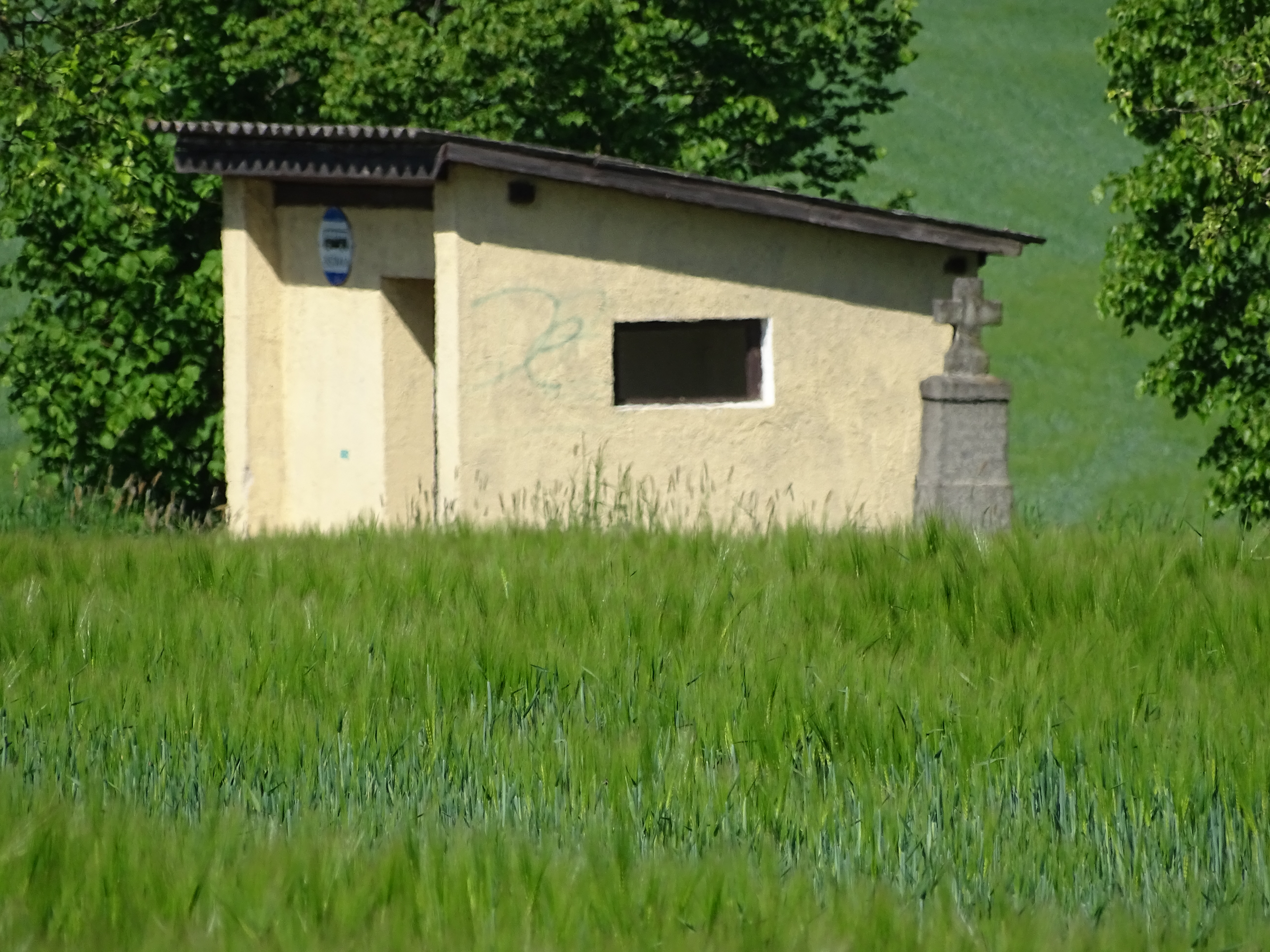
Bushalte bij het dorp (2015)